# Bromellita
La bromellita o bromelita es la forma mineral del óxido de berilio, de fórmula química BeO, que contiene un 36% del elemento berilio.
Se encontró bromellita por primera vez en 1925 en la comunidad minera sueca de Långban; el mineral, descrito por Gregori Aminoff, debe su nombre al físico y mineralogista sueco Magnus von Bromell (1679-1731).

## Propiedades
La bromellita es un mineral blanco —o de color blanco cremoso— de brillo vítreo, transparente o translúcido. Se caracteriza por su gran dureza, 9 en la escala de Mohs, semejante a la del corindón, siendo su densidad de 3,017 g/cm³. Es bastante soluble en ácidos como el clorhídrico, el sulfúrico y el nítrico.
Cristaliza en el sistema hexagonal, clase dihexagonal piramidal (6mm).
Es un mineral piroléctrico y es fluorescente bajo luz ultravioleta mostrando una coloración blanco amarillenta, tanto a bajas como a altas longitudes de onda.

## Morfología y formación

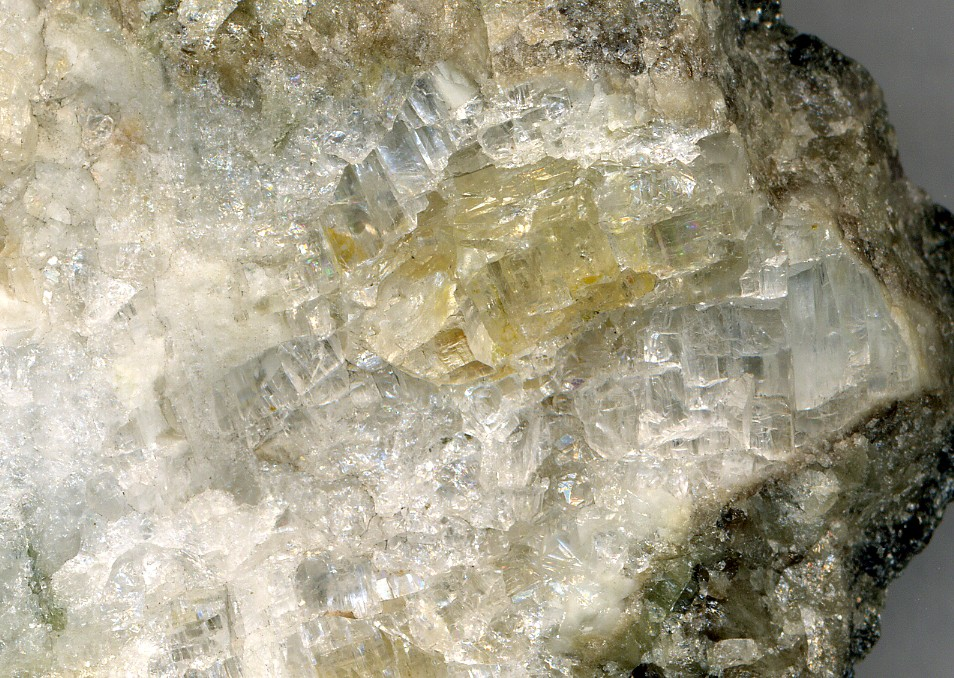
Detalle de la imagen superior. Bromellita, phenakita y crisoberilo del depósito de Malyshevskoe (Mariinskoe)

La bromellita forma cristales prismáticos, elongados a lo largo de [0001], de hasta 1 mm de longitud; muestra hemimorfismo piramidal con {0001} y {1010} bien desarrollados. No obstante, puede también presentarse como agregados, semejantes a rosetones intercrecidos aleatoriamente, o como fragmentos de exfoliación de hasta 10 cm.
Se presenta en vetas hidrotermales de calcita así como en pequeños filones de skarn —depósitos formados en ambientes de  metamorfismo de contacto con rocas carbonatadas— de hematites y calizas, en donde se halla asociada a swedenborgita y richterita.
Puede formarse por alteración hidrotermal de nefelina en pegmatitas sienitas.

## Aplicaciones
La bromellita es uno de los reactivos que pueden ser usados en la fabricación de esmeraldas artificiales. Usada como aditivo, confiere una elevada fuerza mecánica y aumenta la conductividad térmica. En reactores nucleares, es utilizada como moderador nuclear, convirtiendo los neutrones rápidos en neutrones térmicos. Asimismo la cerámica que contiene bromelita se usa en electrónica y también en crisoles para la fundición de uranio y torio.

## Yacimientos
La localidad tipo de este mineral se localiza en la región minera de Långban (Filipstad, Suecia).
En la vecina Noruega existe un importante depósito en Mørje (Telemark).
En Rusia hay yacimientos de este mineral en la región del lago Ladoga, en la península de Kola y en los Urales cerca de Ekaterimburgo.
También se ha encontrado bromelita en las minas del Costabona, área pirenaica fronteriza entre España y Francia.